# Ам'єва
Ам'єва (ісп. Amieva) — муніципалітет в Іспанії, у складі автономної спільноти Астурія. Населення — 815 осіб (2009).
Муніципалітет розташований на відстані близько 330 км на північ від Мадрида, 65 км на схід від Ов'єдо.
Муніципалітет складається з таких паррокій: Ам'єва, Арголібіо, Міан, Сан-Роман, Себарга.

## Демографія
Динаміка населення (INE ):

## Галерея зображень

Розташування муніципалітету
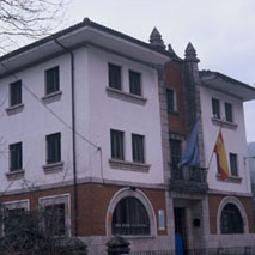
Муніципальна рада
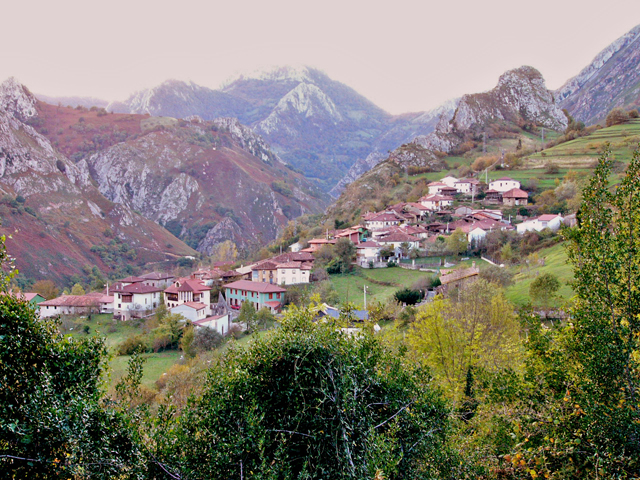
Самес, адміністративний центр муніципалітету